# Rainy Blue (徳永英明の曲)
「Rainy Blue」（レイニー ブルー）は、1986年1月21日に発売された德永英明のデビュー・シングル。発売元はラジオシティレコード（後にアポロン音楽工業→バンダイ・ミュージックエンタテインメント）。
Gracenoteへの登録が「レイニー ブルー」であることから、近年は通常「レイニー ブルー」と表記。

## 概要
徳永がバイト先の軽井沢で知り合った大木誠と共に作り上げた楽曲で、デビュー前に参加した自主制作のオムニバスアルバム「We Are Flamingo Generation Volume 1」に収録された。秋谷銀四郎がプロデュース。
レコード化の際、歌詞を一部変更している。元のヴァージョンはライブで歌われることがあり1990年発売のライブアルバム『徳永英明Live』に収録。1997年11月1日、新アレンジ「Rainy Blue 〜1997 Track〜」として再発売された。2011年1月19日、「春の雪」カップリング曲に、「25th Anniversary Track」としてセルフカバーされた。

## 収録曲
全作曲：德永英明
| 1986年発売盤 1. Rainy Blue 作詞：大木誠、編曲：武部聡志 2. 奇跡のようなめぐり逢い 作詞：竹花いち子、編曲：椎名和夫 | 1997年発売盤 全編曲：瀬尾一三 1. Rainy Blue 〜1997 Track〜 （5分08秒） 作詞：大木誠 2. 奇跡のようなめぐり逢い ～Ballade Track～ （4分05秒） 作詞：竹花いち子 3. Rainy Blue 〜1997 Track〜（NO VOCAL EDITION） （5分08秒） |

## 収録アルバム

### 「Rainy Blue」ヴァージョン
- Girl （1986年1月21日） - シングル「Rainy Blue」と同時発売。
- INTRO. （1987年12月5日）
- シングルコレクション (1986〜1991) （1998年11月21日）
- BEAUTIFUL BALLADE （2006年2月22日）
- SINGLES BEST （2008年8月13日）

### 「Rainy Blue 〜1997 Track〜」ヴァージョン
- Ballade of Ballade （1997年11月1日） - シングル「Rainy Blue 〜1997 Track〜」と同時発売。
- シングルコレクション (1992〜1997)（1998年11月21日）
- INTROIII （2001年2月28日）

### その他のスタジオレコーディング・ヴァージョン
- INTRO.II （1992年12月4日）
- セルフカヴァー・ベスト 〜カガヤキナガラ〜 （2003年10月1日）
- 春の雪 （2011年1月19日）
カップリング曲に「25th Anniversary Track」としてセルフカバー。

### ライブ・ヴァージョン
- 徳永英明Live （1990年7月1日） - 1990年3月16日、国立代々木競技場第一体育館で収録。デビュー前とデビュー後の2ヴァージョンを収録。
- Live 1994 （1994年9月14日） - 1994年6月3日・4日、大阪城ホールで収録。
- The Best of Glow Live + DVD - DVD付2枚組のファンクラブ限定盤。規格品番はHTCD-001、HTCD-002。2001年4月7日・8日、神奈川県民ホールで収録。

## カバー
- ATSUSHI
- 島谷ひとみ（アルバム『男歌〜cover song collection〜』）
- 島津亜矢（アルバム『SINGER 3』）
- 清水翔太
- ダンデライオン
- CHiYO（アルバム『名曲集』）
- つるの剛士（アルバム『つるのおと』）
- Ms.OOJA（アルバム『MAN -Love Song Covers 2-』）
- MINMI
- 稔幸（宝塚歌劇団OGによるカバーアルバム『麗人 REIJIN』[1]。）
- Little Glee Monster（アルバム『Colorful Monster』）
- 辛龍（中国語バージョン）
- 張學友（広東語バージョン）
- リタ・クーリッジ（アルバム『Dancing With An Angel』）
- 雨宮天（アルバム『COVERS -Sora Amamiya favorite songs-』[2]）
- 三船美優（原田彩楓）（アルバム『THE IDOLM@STER CINDERELLA MASTER Cool jewelries! 004』）

## 本曲の主な扱い
- 青柳晃洋（阪神タイガース、投手） - 2021年から打席に入る際に登場曲として使用している。[3]選曲したのは同僚の岩崎優で、選曲理由は、青柳が『雨柳（あめやぎ）さん』と呼ばれるほどの雨男（雨=Rainy）であることに加え、苗字に『青(=Blue）』の字が入っているからである。